# Eridolius romani
Eridolius romani är en stekelart som först beskrevs av Kerrich 1952.  Eridolius romani ingår i släktet Eridolius och familjen brokparasitsteklar. Arten är reproducerande i Sverige. Inga underarter finns listade i Catalogue of Life.